# Laura Golarsa
Laura Golarsa (* 27. November 1967 in Mailand) ist eine ehemalige italienische Tennisspielerin.

## Karriere
Golarsa begann im Alter von neun Jahren mit dem Tennissport. Sie spielte von 1986 bis 2001 auf der Profitour und gewann in ihrer Karriere insgesamt sechs WTA-Turniere im Doppel sowie drei Einzel- und sechs Doppeltitel auf dem ITF Women’s Circuit.
Ihre Bilanz bei Einsätzen für die italienische Fed-Cup-Mannschaft (1989–1998) weist neun Siege bei vier Niederlagen auf.

## Turniersiege

### Doppel
| Nr. | Datum            | Turnier   | Kategorie    | Belag             | Partnerin           | Finalgegnerinnen                   | Ergebnis      |
| --- | ---------------- | --------- | ------------ | ----------------- | ------------------- | ---------------------------------- | ------------- |
| 1.  | 6. August 1989   | Sofia     | WTA Tier V   | Sand              | Laura Garrone       | Silke Meier Elena Pampoulova       | 6:4, 7:5      |
| 2.  | 28. April 1991   | Bol       | WTA Tier V   | Sand              | Magdalena Maleewa   | Sandra Cecchini Laura Garrone      | 6:3, 1:6, 6:4 |
| 3.  | 24. Oktober 1993 | Brighton  | WTA Tier II  | Teppich (Halle)   | Natalija Medwedjewa | Anke Huber Larisa Neiland          | 6:3, 1:6, 6:4 |
| 4.  | 9. Januar 1994   | Brisbane  | WTA Tier III | Hartplatz         | Natalija Medwedjewa | Jenny Byrne Rachel McQuillan       | 6:3, 6:1      |
| 5.  | 19. Februar 1995 | Oklahoma  | WTA Tier III | Hartplatz (Halle) | Nicole Arendt       | Katrina Adams Brenda Schultz       | 6:4, 6:3      |
| 6.  | 16. Mai 1999     | Antwerpen | WTA Tier IVb | Sand              | Katarina Srebotnik  | Louise Pleming Meghann Shaughnessy | 6:4, 6:2      |